# Кріс Нурс
Крістофер Рональд Нурс (англ. Chris Nurse, нар. 5 липня 1984, Лондон) — гаянський футболіст, півзахисник клубу «М'ямі Унітед». Виступав, зокрема, за клуби «кальчіо Суттон Унітед» та «кальчіо М'ямі Унітед», а також національну збірну Гаяни.

## Клубна кар'єра
Народився 5 липня 1984 року в Лондоні в родині етнічних гаянців. Вихованець футбольної школи клубу «Кінгстоніан». Спочатку грав за юнацьку та резервну команду клубу, завдяки наполегливій роботі на передсезонних зборах був переведений до першої команди клубу. Виступав за «Кінгстоніан» в Істмійській лізі (напівпрофесіональний чемпіонат в Англії).
У 2004 році перейшов до «Саттон Юнайтед» з Південної Конференції. Через декілька місяців перейшов «Олдершот Таун», який виступав класом вище. Зіграв 1 матч, після чого повернувся до шостого дивізіону англійського чемпіонату, проте цього разу до Північної Конференції. У цьому ж турнірі виступав за «Мур Грін», «Гінклі Юнайтед» і «Тамворт», проте жодного трофею з ними не завоював. У 2008 році виступав за «Стівенідж Боро» у Національній Конференції (зіграв 2 поєдинки), після чого перебрався до «Галісоуен Таун» з сьомої ліги Англії.
Згодом 2009 року грав у складі «Тамворта». 6 березня 2009 року підписав 1-річний контракт (до завершення сезону 2009 року) з «Рочестер Ріноз», який виступав у USL First Division. Допоміг команді вийти у фінал плей-оф, в якому «Рочестер» поступився «Пуерто-Рико Айлендерз». Після цього повернувся до Англії, де грав за «Телфорд Юнайтед». У березні 2010 року підписав 1-річний контракт з «Пуерто-Рико Айлендерс». Зіграв три матчі Клубному чемпіонаті Карибських островів 2010 та допоміг «островитянам» виграти цей турнір. У липні 2010 року зіграв у переможному (5:3) поєдинку проти тогочасного лідера MLS «Лос-Анджелес Гелаксі», завдяки чому пуерториканці втретє поспіль потрапили до групового етапу Ліги чемпіонів КОНКАКАФ. в Той же час Кріс продовжував грати впевнено, допоміг команді перемогти у фіналі плей-оф USSF Division 2 Professional League «Кароліну Рейлгоукс».
7 березня 2011 року підписав контракт з представником NASL «Кароліна Рейлгоукс». Нурс був одним з провідних гравців команди, яка видала 10-матчеву переможну серію, оновила майже всі клубні рекорди, а також виграла регулярну частину Північноамериканської футбольної ліги. 1 лютого 2012 року повторно підписав з клубом новий контракт, до завершення сезону 2012 року Тренерським штабом нового клубу також розглядався як гравець «основи».
У січні 2013 року «островитяни» знялися з чемпіонату та припинили свою діяльність, а Кріс перейшов в «Едмонтон». У 2013 році Кріс 7 разів потрапляв до команди тижня NASL та обирався найкращим гравцем серпня в NASL. По завершенні сезону потрапив до символічної збірної North American Soccer League 2013 Best XI та найкращим гравцем команди за версією своїх одноклубників.
У січні 2014 року підсилив «Форт-Лодердейл Страйкерс», якому допоміг потрапити до фіналу Soccer Bowl 2014. Того ж року Нурс номінований North American Soccer League на звання «Гуманіст року» за співпрацю з Асоціацією по боротьбі з раком молочної залози в Південній Флориді. З 2015 по 2016 грав за «Кароліну Рейлгоукс» та «Пуерто-Рико». По завершенні сезону 2016 року пішов з команди вільним агентом
З 2017 року захищав кольори команди клубу «Саттон Юнайтед» з Національної ліги Англії. До складу клубу «Маямі Юнайтед» приєднався 2018 року.

## Виступи за збірну
Незважаючи на те, що народився в Англії, має гаянське коріння завдяки чому отримав право на міжнародному рівні виступати у складі Золотих Ягуарів.
7 листопада 2008 року дебютував у складі національної збірної Гаяни в прпограному (1:2) поєдинку проти Антигуа і Барбуди. У вересні 2011 року оголосили, що в матчах кваліфікації чемпіонату світу 2014. Дебютним голом за збірну відзначився 7 жовтня 2011 року в поєдинку проти Барбадосу

### Голи за збірну
Рахунок та результат збірної Гаяни в таблиці подано на першому місці.
| №  | Дата            | Місце                                                | Суперник  | Рахунок | Результат | Змагання                            |
| -- | --------------- | ---------------------------------------------------- | --------- | ------- | --------- | ----------------------------------- |
| 1. | 7 жовтня 2011   | Національний стадіон Барбадосу, Сент-Майкл, Барбадос | Барбадос  | 2–0     | 2–0       | кваліфікаці чемпіонату світу 2014   |
| 2. | 11 вересня 2012 | Провіденс Стадіон, Провіденс, Гаяна                  | Сальвадор | 2–2     | 2–3       | кваліфікаці чемпіонату світу 2014   |
| 3. | 22 березня 2016 | Провіденс Стадіон, Провіденс, Гаяна                  | Ангілья   | 2–0     | 7–0       | кваліфікація Карибського кубку 2007 |

## Особисте життя
Будучи юнаком Кріс грав у Недільній футбольній лізі за футбольні клуби «Воллінгтон Вондерерс» та «Каршалтон Атлетік» разом з футболістом Найджелом Рео-Кокером. Звідти Нурс перейшов у футбольну академію Кінгстоніан, де з 2005 по 2008 році поєднував повноцінні тренування з академічним навчанням в Університетському коледжі Бірмінгема для отримання національного диплому BTEC, який закінчив зі ступенем бакалавра (з відзнакою, ступінь присуджений Бірмінгемським університетом) зі спеціалізацією прикладної спортивної терапії.
Брат Кріса, Джон Нурс, також професіональний футболіст, виступав за «Дагенем енд Редбрідж» та національну збірну Барбадосу.
Під час виступів за «Пуерто-Рико Айлендерс» допоміг залучити значні кошти до Фонду боротьби з раком молочної залози Сьюзен Коген, щоб вшанувати пам'ять матері, й зібрав 6 000 доларів США. Команда одягла рожеві трикотажні вироби, які були розіграні по завершенні домашнього матчу.

## Досягнення
«Кінгстоніан»
- Surrey Senior Cup
  -  Володар (1): 2003

«Саттон Юнайтед»
- Істмійська ліга
  -  Срібний призер (1): 2003/04

«Гінклі Юнайтед»
- Плей-оф Національної ліги Північ
  -  Фіналіст (1): 2006/07

«Пуерто-Рико Айлендерс»
- USSF Division 2 Professional League
  -  Чемпіон (1): 2010
- Клубний чемпіонат Карибського футбольного союзу
  -  Чемпіон (1): 2010

«Кароліна Рейлгоукс»
- Регулярний сезон NASL
  -  Чемпіон (1): 2011

«Форт-Лодердейл Страйкерс»
- Soccer Bowl NASL
  -  Володар (1): 2014
- Гуманіст року NASL (2014)